# Wiesendangen
Wiesendangen ist eine politische Gemeinde im Bezirk Winterthur des Kantons Zürich in der Schweiz. Wiesendangen fusionierte auf den 1. Januar 2014 mit Bertschikon.

## Name
Der Name Wiesendangen stammt aus dem germanischen Wisuntwangas (die Weide der Wisente). Das Wappen zeigt allerdings kein Gehörn des Wisent, sondern ein Steinbocksgehörn. Der Mundartname ist Wisidange, auch Wisidange.

## Wappen
Blasonierung:
In Silber ein schwarzes Bocksgehörn
Das Wappen wird auf die Herren von Wiesendangen zurückgeführt, die bereits ein Steinbocksgehörn als Motiv ihres Siegels verwendeten. Im 19. Jahrhundert fand ein Gemskopf als Wappenmotiv Verwendung. Mitte 1928 beschloss der Gemeinderat, wieder das ältere Motiv als offizielles Wappen zu verwenden.

## Geographie
Wiesendangen liegt angrenzend nordöstlich der Stadt Winterthur. Im Gemeindegebiet liegen ebene Landwirtschaftsflächen, wo früher ein Riet (Sumpfgebiet) war, und kleinere, bewaldete Hügel, an deren Südhängen Weinbau betrieben wird. Das Dorfzentrum wird vom Wiesenbach, wie der Riedbach an seinem Oberlauf heisst, durchflossen und entwässert etwa die Hälfte des Gemeindegebiets.
Zum Gemeindegebiet gehören auch die Aussenwachten Attikon, Buch, Menzengrüt, Bertschikon, Oberbertschikon, Gundetswil, Meisberg, Liebensberg, Gündlikon, Zünikon, Stegen, Bewangen, Sammelsgrüt und Kefikon.

## Geschichte

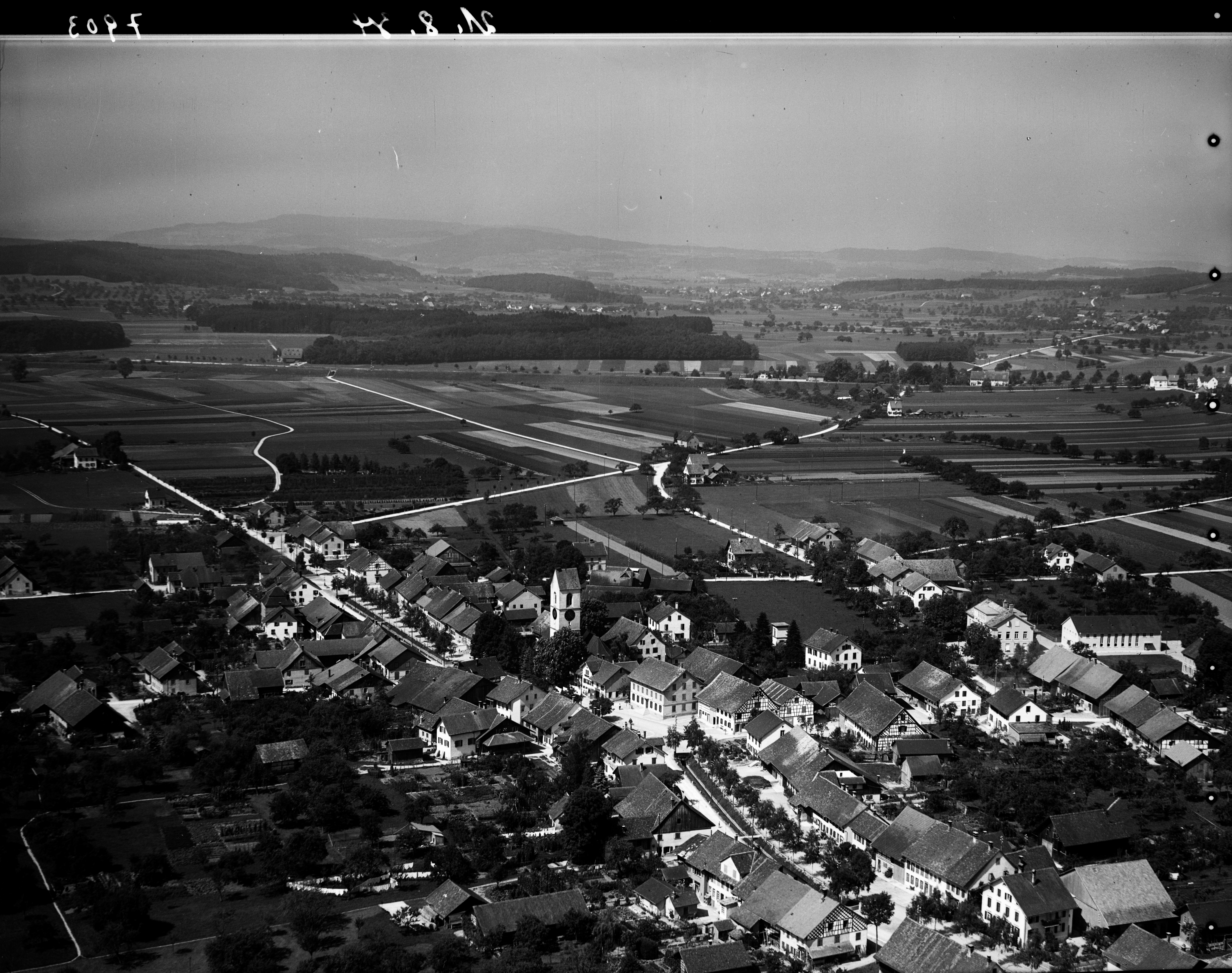
Luftbild von Walter Mittelholzer (1934)

Besiedlung zur Römerzeit siehe unter Bertschikon.
Der Ort wurde 804 erstmals urkundlich erwähnt. Dabei ging es um die Schenkung der Wiesendanger Güter des früheren Thurgau-Grafen Isanbard, Sohn von Graf Warin, am 29. Februar 804 an das Galluskloster. Wiesendangen gehörte damals wie auch Winterthur noch zum Thurgau und noch nicht zum Zürichgau, das durch Abtrennung aus dem Thurgau entstanden war. Wiesendangen wird wieder erwähnt, als am 27. November 1155 Kaiser Friedrich Barbarossa Bischof Hermann von Konstanz ein Diplom ausstellte. Darin sind die grundherrschaftlichen Besitzungen des Bistums aufgezählt, darunter auch Hof und Kirche von Winterthur und Wiesendangen. 1217 wurde erstmals ein Pfarrer erwähnt, der Leutpriester Gerung. Die Dorfgemeinde mit eigenen Organen und Dorfbürgerrecht festigte sich im 14. und 15. Jahrhundert. Mindestens seit 1465 waren die Schlossherrn von Hegi Inhaber der Vogtei Wiesendangen. Der erste evangelische Prediger von Wiesendangen hiess Ulrich Peter. Er stammte aus Elgg. Für 1748 zählte der Pfarrer 646 Personen zur Kirchhöri Wiesendangen, wovon 31 in fremden Kriegsdiensten und 37 auswärts arbeiteten. 1914 gab es eine grosse Kirchenrenovation.
Im 20. Jahrhundert entwickelte sich Wiesendangen vom Bauerndorf zur Wohngemeinde in der Agglomeration Winterthur.

## Bevölkerung
Am 30. September 2023 lebten 6641 Menschen in Wiesendangen, davon waren 7,8 % (517 Personen) Ausländer (Stand 30. September 2023).
| Jahr | Einwohner |
| ---- | --------- |
| 1792 | 612       |
| 1850 | 833       |
| 1900 | 957       |
| 1950 | 1379      |
| 2000 | 5028      |
| 2005 | 5277      |
| 2010 | 5853      |
| 2015 | 6226      |
| 2020 | 6636      |
| 2022 | 6699      |

## Politik
Der 7-köpfige Gemeinderat setzt sich aus 5 Männern und 2 Frauen zusammen, mit folgender Parteizusammensetzung: 2 SVP, 2 FDP, 1 glp, 1 Mitte, 1 Parteiloser. Gemeindepräsident ist Urs Borer (FDP; Stand 2025).
Bei den Nationalratswahlen 2023 betrugen die Wähleranteile in Wiesendangen: SVP 38,16 % (−0,79), FDP 12,95 % (−1,89), glp 11,86 % (−0,80), SP 11,56 % (+1,91), Mitte 9,94 % (+2,87), Grüne 5,93 % (−2,17), EVP 4,83 % (−1,42), EDU 1,14 (−0,35).
Anfang 2021 berichtete der Zürcher Tages-Anzeiger über offenen Antisemitismus in der Sekundarschule und kritisierte das Schweigen der Dorfbewohner und das Verhalten von Schulleitung und Schulbehörde zu den Vorkommnissen.

## Öffentlicher Verkehr
Der Bahnhof Wiesendangen liegt an der Thurtallinie und wird von der S 24 Thayngen – Schaffhausen/Weinfelden – Winterthur – Zürich Flughafen – Zürich HB – Thalwil – Horgen Oberdorf – Zug und der S 30 Winterthur – Frauenfeld – Weinfelden der S-Bahn Zürich bedient. Im Nachtnetz am Wochenende verkehrt die SN30 Winterthur – Frauenfeld – Weinfelden – Romanshorn .
Ab Wiesendangen, Bahnhof verkehren tagsüber zwei Buslinien von Stadtbus Winterthur:
610 Bahnhof Oberwinterthur – Wiesendangen, Bahnhof – Wiesendangen, Hinterdorf
611 Wiesendangen – Bertschikon bei Attikon – Gundetswil
In den Nächten von Freitag bis Sonntag verkehrt zwischen 02:00 und 05:00 folgende Buslinie in beide Richtungen:
N67 Oberwinterthur, Bahnhof – Wiesendangen, Bahnhof – Elsau, Melcher – Winterthur, Hauptbahnhof

## Kirchen
Auf dem Gemeindegebiet von Wiesendangen befinden sich zwei Kirchen:
- Die evangelisch-reformierte Kirche befindet sich an der Kirchstrasse 6 im Ortszentrum und besitzt spätmittelalterliche Fresken von überregionaler Bedeutung.[21][22]
- Die römisch-katholische Kirche St. Stefan befindet sich an der Wannenstrasse 4. Sie wurde in den Jahren 1980 bis 1981 erbaut und heisst wie die dazugehörige Pfarrei.

Am 30. September 2023 waren 42,2 % der Bevölkerung evangelisch-reformiert, 19,4 % römisch-katholisch, und 38,4 % hatten eine andere oder keine Konfessionszugehörigkeit.

## Sonstiges

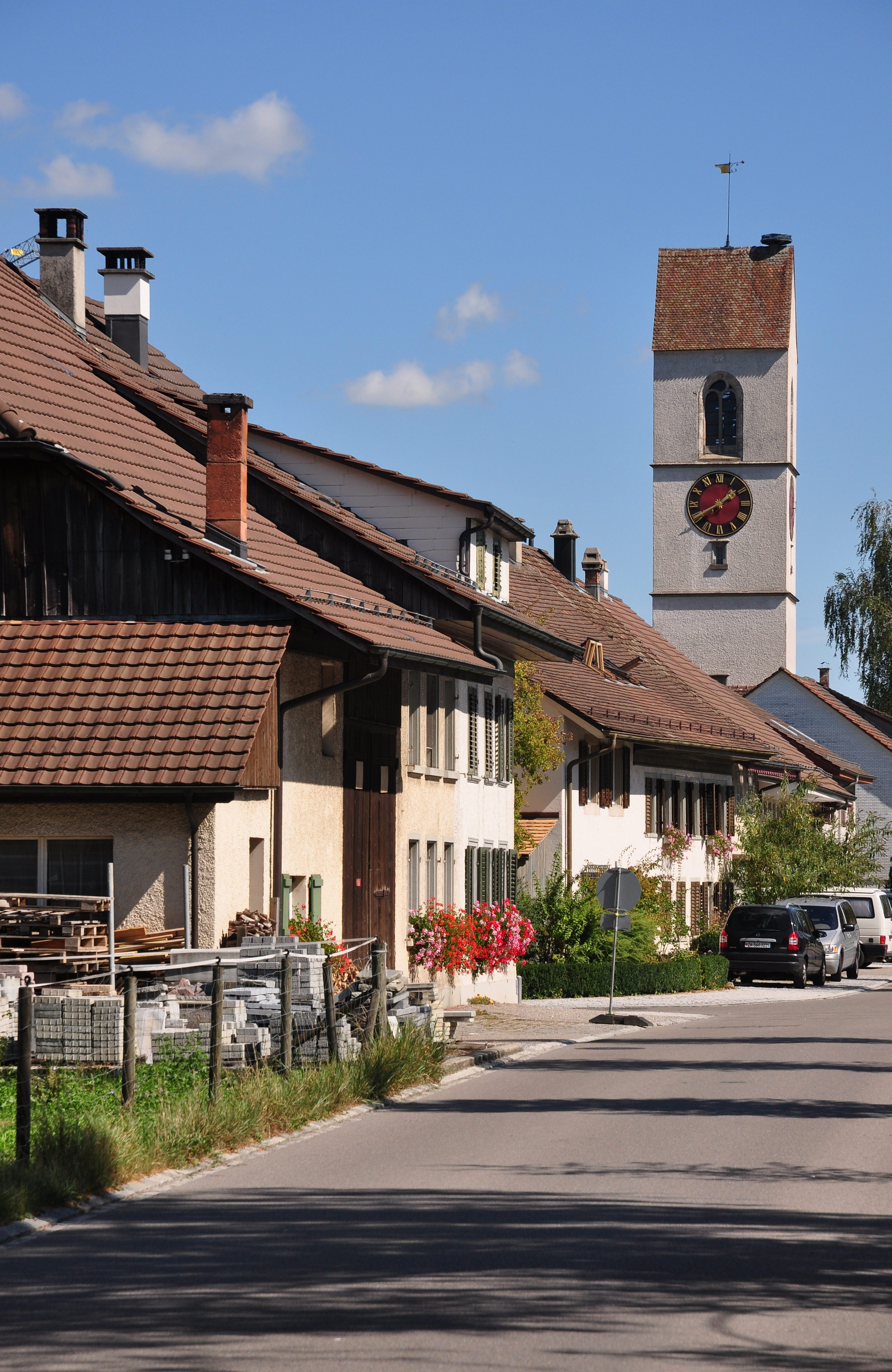
Dorfstrasse in Wiesendangen

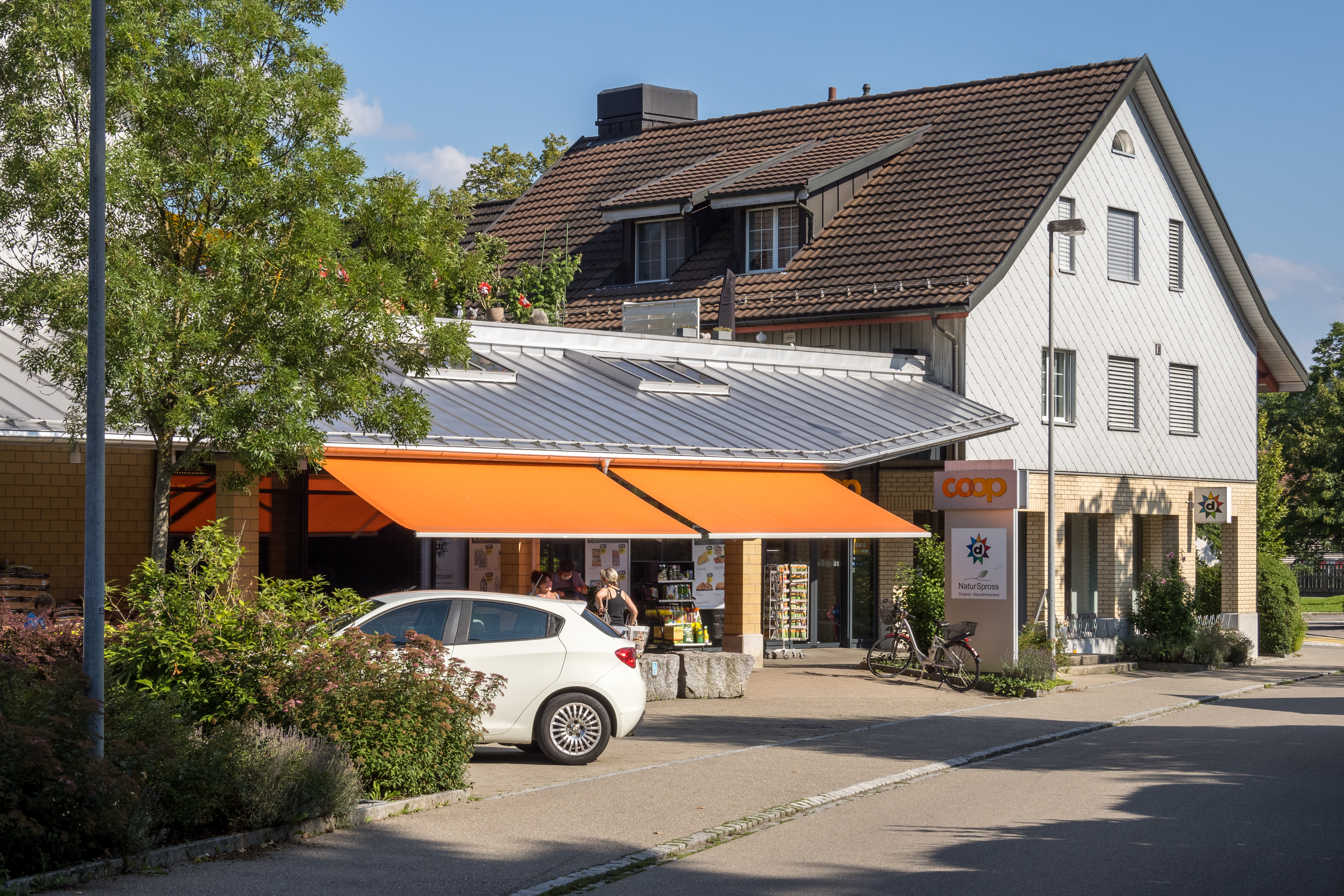
Coop und Drogerie in Wiesendangen ZH (2021)

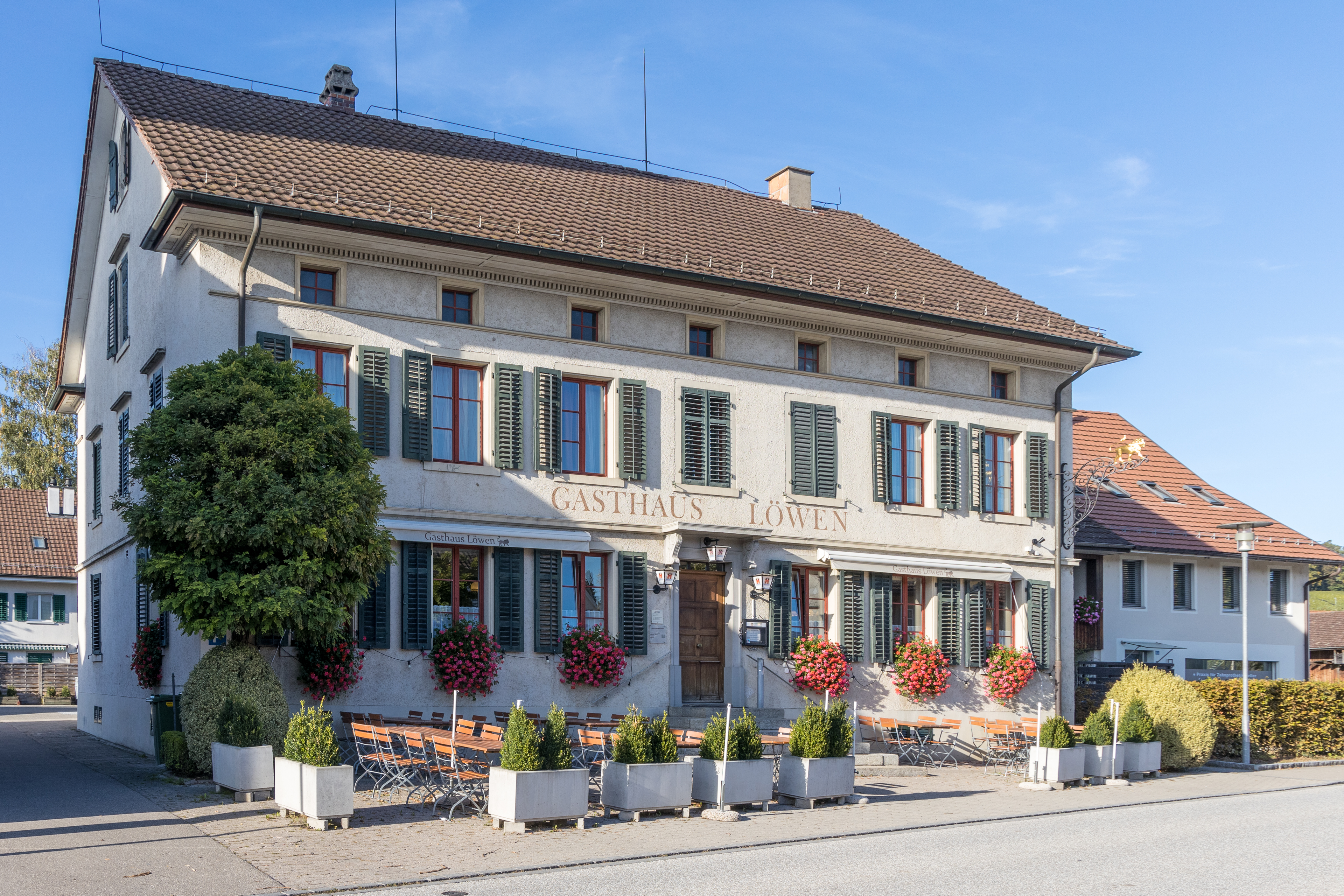
Gasthaus Löwen in Wiesendangen

Das gut erhaltene Dorfzentrum entlang des Wiesenbachs wird dominiert von Häusern, die teils im 17. Jahrhundert gebaut wurden, der reformierten Kirche, die 1155 erstmals erwähnt wurde, und dem im 12. Jahrhundert erbauten Schlossturm. Der Dorfplatz mit seinen vielen Brunnen wurde 2004 neu gestaltet.
Wiesendangen verfügt über ein breites Angebot für Jugendliche. So gibt es zwei Jugendtreffpunkte, einen Fussballclub mit diversen Jugendmannschaften, einen Turnverein mit einer Jugendriege für Mädchen und Knaben, eine Cevi-Jungscharabteilung sowie einen ca. 800 Quadratmeter grossen Skate- und BMX-Platz, welcher von einem ortsansässigen Verein (OnWheels) unterhalten und ausgebaut wird. Beliebt ist auch der jährlich durchgeführte Wiesendanger Maskenball, welcher von der örtlichen Feuerwehr organisiert wird.
Damit in der Gemeinde die Grenzwerte von Rückständen des Pflanzenschutzmittels Chlorothalonil im Trinkwasser eingehalten werden können, wurde mit der Stadt Winterthur per 1. Januar 2021 ein neuer Wasserliefervertrag ausgehandelt.

## Persönlichkeiten
- Markus Griesser, Leiter der Sternwarte Eschenberg in Winterthur
- Martin Hübscher, Politiker (SVP)
- Arnold Kübler, Schriftsteller und Gründer der Kulturzeitschrift du, ist in Wiesendangen geboren und aufgewachsen
- Walter Kupper, Botaniker
- Stefan Peter, Präsident der Schulpflege, Vize-Präsident der lokalen SVP
- Manuel Akanji, Fussballnationalspieler, ist in Wiesendangen aufgewachsen. Spielte unter anderem beim FC Wiesendangen im Nachwuchs, FC Winterthur, FC Basel. Momentan aktiv bei Manchester City.
- Sonja Rueff-Frenkel, Zürcher Politikerin (FDP)